# Phlebovirus napoletano
Il phlebovirus napoletano o Sandfly febbre Napoli Phlebovirus (SFNV) è una variante antigenica del genere Phlebovirus all'interno della famiglia Phenuiviridae dell'ordine Bunyavirales. È un virus a RNA avvolto ed ha un genoma tripartito appartenente al sierogruppo Uukuniemi (UUK). Serbatoio naturale del gruppo sono i flebotomi, mentre il serbatoio naturale per Uukuniemi sono le zecche. 
Il sierogruppo SFNV è costituito da due principali sierocomplessi associati a malattie nell'uomo, con i sierocomplessi del Phlebovirus napoletano e quello del Phlebovirus Siciliano. La febbre da pappatacio o flebotomo induce mialgia, febbre e un aumento degli enzimi epatici nell'uomo. È difficile diagnosticare aree endemiche esterne.

## Serbatoi naturali
I flebotomi del genere flebotomine (Psychodidae) sono il serbatoio naturale e si trasmettono all'uomo attraverso il morso. I psychodidae hanno un'ampia distribuzione geografica.